# Merrylands
Merrylands är en del av en befolkad plats i Australien. Den ligger i kommunen Holroyd och delstaten New South Wales, i den sydöstra delen av landet, omkring 21 kilometer väster om delstatshuvudstaden Sydney. Antalet invånare är 5 803.
Runt Merrylands är det mycket tätbefolkat, med 1 819 invånare per kvadratkilometer.. Närmaste större samhälle är Parramatta, nära Merrylands. 
Runt Merrylands är det i huvudsak tätbebyggt. Genomsnittlig årsnederbörd är 1 380 millimeter. Den regnigaste månaden är februari, med i genomsnitt 200 mm nederbörd, och den torraste är juli, med 36 mm nederbörd.